# Anne de Lévis de Ventadour
Anne de Lévis de Ventadour, né vers 1605 et mort le 17 mars 1662 à Bourges, est un prélat français du XVIIe siècle, archevêque de Bourges.

## Biographie
Il est le fils d'Anne de Lévis, duc de Ventadour, comte de La Voulte, pair de France, et de Marguerite de Montmorency. Destiné à une carrière ecclésiastique il étudie ses humanités au collège de Clermont et à l'université de Paris notamment la théologie à la Sorbonne mais il obtient son titre de docteur in utroque jure à Orléans. Il est pourvu en commende de l'abbaye Saint-André de Meymac dans le diocèse de Limoges  et de celle de Ruricourt dans le diocèse de Beauvais.
Il est également administrateur de l'évêché de Lodève à la suite de ses frères François et Charles jusqu'en 1625. Prieur de Rompon en 1638, Anne de Lévis devient ensuite dom d'Aubrac (1649). Il est également conseiller d'État, et trésorier de la Sainte-Chapelle à Paris. Désigné comme archevêque de Bourges le 11 novembre 1649, il est nommé en février 1651 et consacré en avril suivant. Anne de Lévis n'est pas hostile aux jansénistes et se prononce contre les jésuites, leurs adversaires.
C'est lui qui fait réparer le château de Quantilly, maison de campagne des archevêques de Bourges, dont le logis qui est refait presque à neuf et qui regarde vers les vergers et les jardins nouvellement planté.